# MiXXXes of the Molé
MiXXXes of the Molé è un album di remix del gruppo musicale statunitense Ministry, pubblicato nel 2010. I brani remixati sono tratti dall'album Houses of the Molé (2004).

## Tracce
1. No W (Adrenalenema Mix) – 3:15
2. Waiting (Geiger Counter Mix) – 5:03
3. Worthless (Get to da Choppa Mix) – 4:22
4. Wrong (Blunt Force Drama Mix) – 4:51
5. Warp City (Gimp in the Box Mix) – 4:30
6. WTV (Boob Tube Mix) – 4:20
7. World (Globogasm Mix) – 6:01
8. WKYJ (YGWYPF) – 5:36
9. Worm (Locate Consume Repeat Mix) – 7:50
10. Walrus (The Pretty Mouth Mix) – 1:16